# Manuscrits de Tombouctou

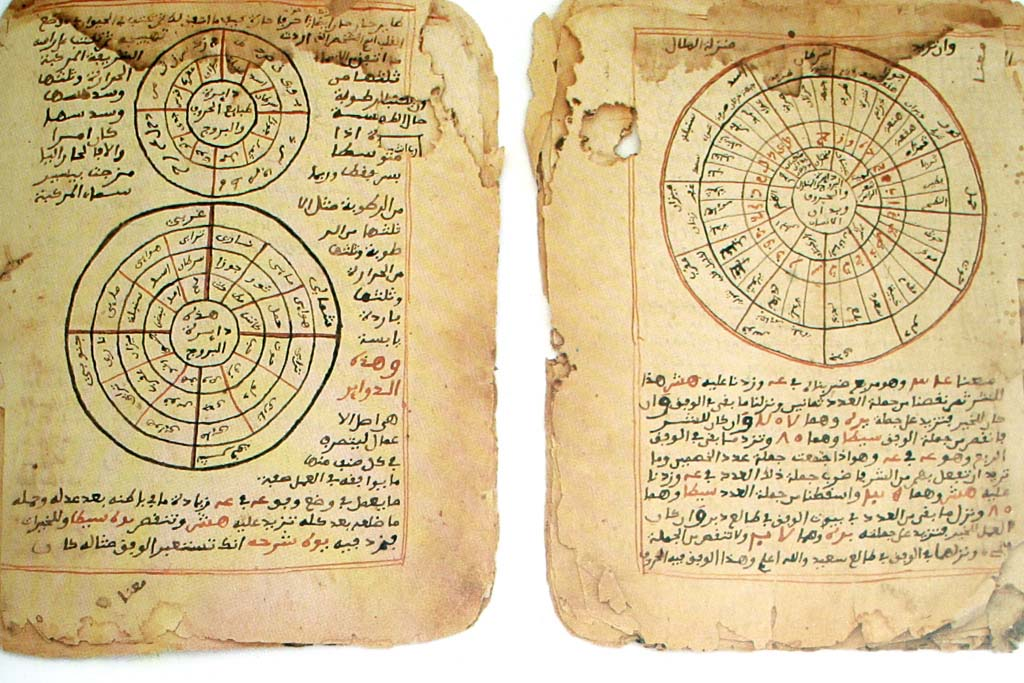
Les manuscrits de Tombouctou présentent à la fois des données mathématiques et astronomiques.

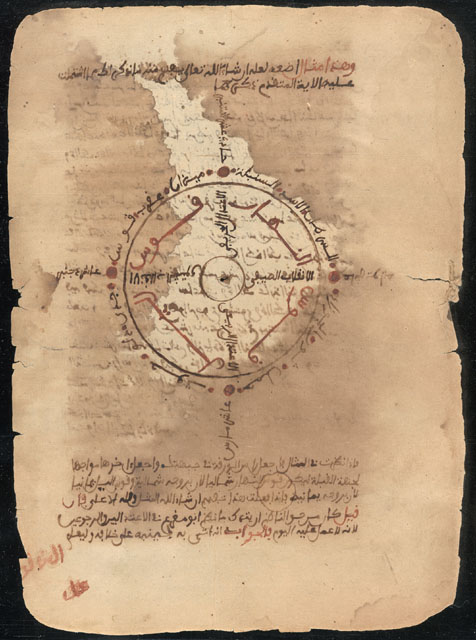
Manuscrits de Nasir al-Din Abu al-Abbas Ahmad ibn al-Hajj al-Amin al-Tawathi al-Ghalawi's Kashf al-Ghummah fi Nafa al-Ummah de la Bibliothèque commémorative Mamma Haidara à Tombouctou.

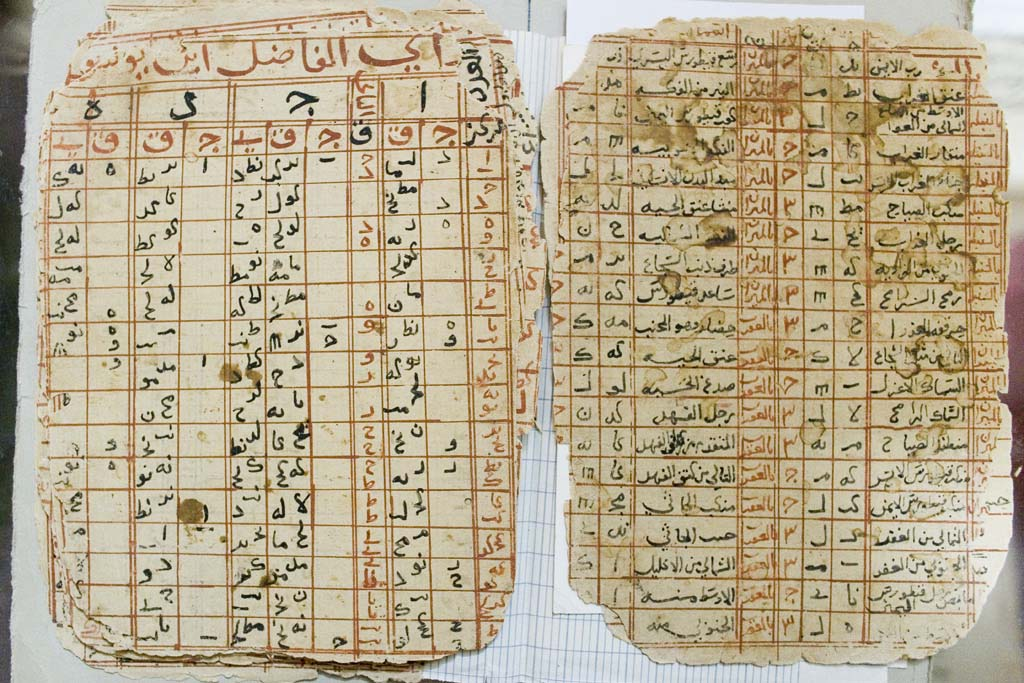
Tables d'astronomie

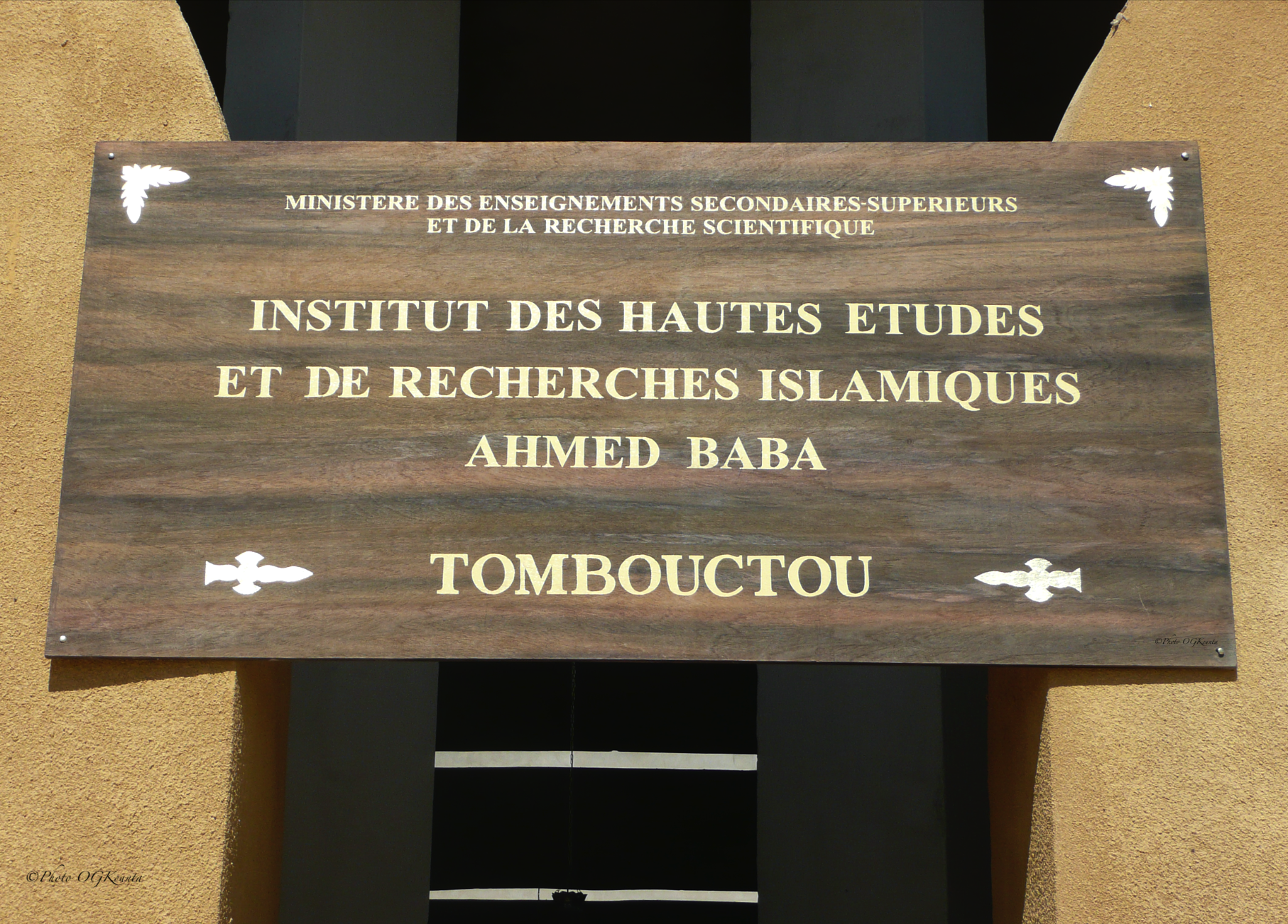
Plaque Centre Ahmed Baba réalisée par l'artiste Ousmane Garba Kounta.

Les manuscrits de Tombouctou sont un ensemble de copies d'ouvrages plus anciens connus dans le monde afro-musulman ainsi que des productions locales originales datant, pour la plupart, de la période allant du XVIIe au XIXe siècle. D'une taille très variable (de quelques feuillets à plusieurs centaines), on estime que leur nombre s'élève à plusieurs dizaines de milliers, conservés à Tombouctou et dans toute la région.

## Présentation
La majorité de ces manuscrits sont écrits en arabe, ou bien dans une langue africaine (songhaï , haoussa et peul notamment) à l'aide d'une version africanisée de l'alphabet arabe appelée « écriture adjami ».
Ces textes comprennent une grande variété de sujets incluant les mathématiques, les sciences, la philosophie, l'islam, l'astronomie, le droit et même la rédaction de contrats.
En 1995, un premier volume d'inventaire des manuscrits du centre Ahmed-Baba a été publié. Les 1 500 manuscrits recensés sont principalement en arabe et incluent des Corans, recueils d'hadiths, traités de fiqh, de grammaire, de théologie scolastique, soufisme, biographies du Prophète, vers de louange du Prophète, prières, supplications, logique, philosophie, astronomie, médecine, mathématiques, rhétorique, traités sur la transcendance et l'occulte, œuvres diverses en vers, sermons, homélies, testaments, traités sur le djihad, textes historiques, et textes n'entrant dans aucune catégorie simple. Ils proviennent du Mali, mais aussi du Niger, de Mauritanie, du Maroc, ainsi que de pays du Proche ou Moyen-Orient.
D'après des conservateurs maliens, une grande partie des manuscrits classés patrimoine universel concernent le Maroc, soit plus de 30 % des manuscrits recensés. On trouve notamment des textes qui évoquent le Maroc et les rapports économiques et culturels entre ce dernier et d’autres pays, alors que d'autres ont été écrits par des scientifiques marocains. Ce n'est pas anodin puisque Tombouctou sera dominé par la dynastie des Saadiens puis par les Alaouites. Ainsi, la région du Mali sera administrée par le Pachalik de Tombouctou dont le gouverneur est nommé par le sultan du Maroc Ahmed al-Mansour, mais aussi par Moulay Ismail et leurs successeurs Arma de 1591 jusqu'en 1825 lorsque les Touaregs prennent la ville de Tombouctou.

## Conservation

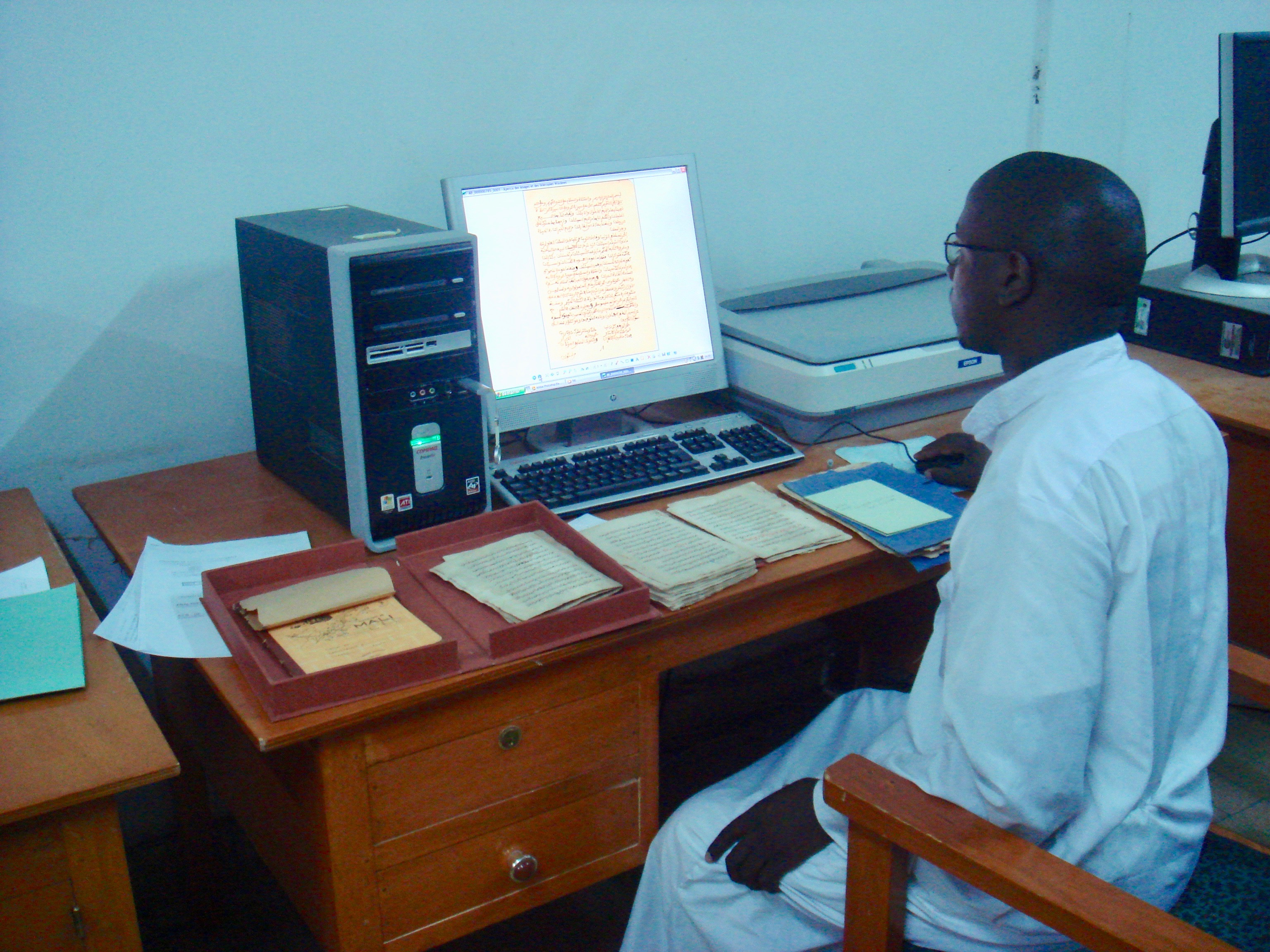
Numérisation de manuscrits à l'Institut Ahmed Baba en 2007.

Il existe une bibliothèque publique soutenue par l'Unesco, l'Institut des hautes études et des recherches islamiques Ahmed-Baba (IHERI-AB), fondé à Tombouctou par le gouvernement malien en 1973, qui contient environ 30 000 textes. Un projet de numérisation des documents a été initié en 2008 et réalisé en France, à l'Institut national des sciences appliquées (Insa) de Lyon.
La plupart des manuscrits sont toutefois partagés entre plusieurs dizaines de bibliothèques familiales privées de Tombouctou : Fondo Kati, Bibliothèque des Manuscrits al-Wangari et Bibliothèque commémorative Mamma-Haïdara.

## Menaces

### Mauvaises conditions
Transmis d'une génération à l'autre au sein de familles de Tombouctou, ces manuscrits sont souvent conservés dans des conditions médiocres. Une partie des grandes bibliothèques privées (familiales) sont dégradées par des insectes et les outrages du temps, ainsi que par des accidents divers. Ainsi, en octobre 2008, notamment, une de ces bibliothèques domestiques fut inondée et 700 manuscrits furent alors détruits.

### Trafics
La reconnaissance de la valeur de ces manuscrits médiévaux a diminué et certains d'entre eux ont été vendus. Le magazine Time a ainsi relaté qu'un imam a vendu certains d'entre eux 50 $US pièce[réf. souhaitée].
Les successions sont aussi souvent l'occasion de l'éclatement de bibliothèques ou de la perte ou vente de documents anciens et uniques .

## Les manuscrits pendant laguerre du Mali
Le 1er avril 2012, Tombouctou passe sous le contrôle des rebelles touaregs du Mouvement national pour la libération de l'Azawad (MNLA), alors alliés au mouvement salafiste Ansar Dine et à l'organisation terroriste islamiste Al-Qaida au Maghreb islamique, avant d'être évincée de la ville par cette dernière.
À partir de l'été 2011, des érudits et volontaires, notamment dirigés par Abdelkader Haidara et Stéphanie Diakité, ont clandestinement évacué de 160 000 à 300 000 manuscrits selon les sources de Tombouctou (et peut-être à partir d'autres villes) vers la capitale pour les protéger de la destruction par les islamistes jihadistes d'AQMI dont certains ont fait des autodafés de manuscrits anciens[réf. souhaitée]. Mme Diakité a ainsi dit : « Nous avons compris le pouvoir de ces bibliothèques quand des personnes de tous horizons, de tous milieux sociaux et parlant toutes les langues du Mali, et quand des villages entiers de la région s’engagèrent corps et âme et prirent souvent des risques considérables pour nous aider à évacuer les manuscrits au Sud du Mali ». Une association, T 160k, a pour projet de protéger et restaurer ces documents[réf. souhaitée].
Selon l'historien Bruce Hall, « le nouveau bâtiment de l'Institut Ahmed Baba inauguré en 2009 ne contenait en réalité pas de documents précieux, le directeur ayant refusé de les y transférer afin d'obtenir davantage d'aides ».
Shamil Jeppie, directeur du projet de conservation des manuscrits de Tombouctou à l'université du Cap, estime que plus de 90 % des manuscrits ont été sauvés.

## Ailleurs dans le Sahel
Au Mali, on trouve des collections de manuscrits à Djenné, Gao, Kayes et Ségou.
Il existe des collections de manuscrits d'origine malienne en Égypte et au Maroc. Plus généralement, des manuscrits d'Afrique francophone subsaharienne sont présents dans diverses collections d'Europe et des États-Unis.
Il existe aussi des manuscrits similaires préservés précairement dans des bibliothèques privées à Chinguetti en Mauritanie, et des collections de textes islamiques sahariens sont conservées à Niamey au Niger.
On estime à environ 300 000 le nombre de manuscrits présents dans les régions nord du Mali, dont peut-être 50 000 à Tombouctou, et à 900 000 ceux d'une région plus vaste englobant une partie de la Mauritanie et du Niger.

### Manuscrits de Tombouctou en ligne
- 32 manuscrits de Tombouctou, numérisation de la bibliothèque commémorative Mamma Haidara et de la bibliothèque Cheik Zani Baye, site internet de la bibliothèque du Congrès (États-Unis)
  - Ahkam al-Shira al-Yamaniyah wa-ma Yazharu min Hawadith fi al-Alam inda Zuhuriha fi Kull Sanah Connaissance du mouvement des étoiles et ce qu'il présage chaque année
  - al-Durar al-manzumah fi tadmim al-dunya al-muqabahah Bénéfices de la repentance
  - al-Fawa'id wa-al-Qala'id Histoires utiles et vers
  - al-Jawahir al-Hisan fi Marifat Arkan al-Iman Joyaux de la beauté pour l'éducation aux piliers de la foi
  - al-Minnah fi Itiqad Ahl al-Sunnah Don des adeptes de la voie de Mahomet
  - al-Mubin fi Mukhtasar Maani al-Alfaz al-Mutadawilah bayna al-Hukama' wa-al-Mutakallimin Explication sommaire des sentences des savants et des théologiens
  - As'ilat Askiyah wa-Ajwibat al-Maghili Traité de politique d'Al-Maghili
  - Bughyat al-Talibin li-ma Tadammanatihu Umm al-Barahin Le but des chercheurs : commentaire de l'œuvre « La mère des preuves »
  - Certificat d'émancipation d'une esclave
  - Contrat commercial (l'or comme monnaie)
  - Contrat commercial (vente d'esclaves)
  - Jawab Ahmad al-Bakayi ala Risalat Amir al-Mu'minin Ahmad al-Masini Réponse d'Ahmad al-Bakayi à Amir Ahmad souverain de Massinah (en deux versions)
  - Jizwat al-Anwar fi al-Dhabb an Manasib Awliya' Allah al-Akhyar Fleurs de lumière en défense du statut des saints choisis par Dieu
  - Kashf al-Ghummah fi Nafa al-Ummah Les étoiles importantes parmi la multitude des cieux
  - Kashf al-Hijab li-Asfiya' al-Ahbab an Ajnihat al-Righab fi Marifat al-Hisab Explications de problèmes d'arithmétique avec exemples
  - Kitab 'umdat al-'ulama' De l'excellence des savants religieux
  - Kitab al-Barakah fi Fadl al-Hiraf wa-al-Zar Livre de la description des mérites de l'artisanat et de l'agriculture
  - Kitab hisab al-nimar wa huwa fi 'ilm al-nujum Du calcul des nombres en astronomie
  - Kitab qissat dhu al-qarnayn Histoire de dhu al-qarnayn connu sous le nom d'Alexandre le Grand
  - Kitab tadhkirat al-ghafilin 'an qubhi ikhtilaf al-mu'minin - aww al-nasuh al-mubin qubhi ikhtilaf al-mu'minin Rappel à ceux qui ignorent la religion
  - Miraj al-Suud ila nayl Majlub al-Sudan Réponse d'Ahmad Baba à un Marocain sur l'esclavage
  - Munyat al-murid Espérance des adeptes des mystiques
  - Qasidah Poème
  - Risalah ila al-Qaba'il al-Mutaqatilin Lettre aux tribus en guerre
  - Sharh 'ala Amthilat al-Fara'id Commentaire de l'œuvre « Exemples de législation »
  - Sharh 'ala hashiyat ibn Zakur Explication du commentaire d'Ibn Zakur
  - Sharh 'ala manzumat Abi 'Abdallah Muhammad al-'Arabi Explication de l'œuvre d'Abi Abdullah Muhammad al-Arabi
  - Sharh 'ala nazm al-muthallath lil-Ghazali wa nazm Nuh b. al-Tahir al-Fulani Explication de l'œuvre d'Al-Ghazali et Nuh b. al-Tahir al-Fulani
  - Shifa' al-Asqam al-Aridah fi al-Zahir wa-al-Batin min al-Ajsam De la guérison des maladies et défauts apparents et cachés
  - Sullam al-Atfal fi Buyu al-Ajal De la protection des individus dans les transactions commerciales
  - Usul al-'Adl li-Wullat al-Umur wa-Ahl al-Fadl wa-al-Salatin De l'administration de la justice pour les gouverneurs, princes et souverains méritants
- 35 manuscrits de Tombouctou, département des manuscrits, bibliothèque nationale de France
  - Al-Minaḥ al-ḥamīda fī šarḥ al-Farīda, Muḥammad Bāba Ibn Muḥammad Al-amīn Ibn Ḥabīb Ibn Al-muḫtār, Commentaire de grammaire sur al-Farīda de Ğalāl al-Dīn al-Suyūṭī
  - Al-Qāmūs al-muḥīṭ wa-al-qābūs al-wasīṭ al-ğāmiʿ li-mā ḏahaba min luġat al-ʿArab al-šamāṭīṭ, Muḥammad Al-fīrūzābādī, dictionnaire de lexicographie
  - Al-Ṭarāʾif wa-al-talāʾid min karāmāt al-šayḫayn al-wālida wa-al-wālid, Muḥammad Ibn Al-muḫtār Al-kuntī, traité de généalogie et vertus des parents de l'auteur
  - Fatḥ al-wadūd bi-šarḥ Tuḥfat al-mawdūd, Al-muḫtār Ibn Aḥmād Ibn Abī Bakr Al-kuntī, commentaire de grammaire sur Tuḥfat al-mawdūd [fī al-maqṣūr wa-al-mamdūd] d'Ibn Mālik (années 1860)
  - Naṣr/ Našr al-bunūd ʿalā Marāqī al-suʿūd, ʿabd Allāh Ibn Ibrāhīm Ibn Al-imām Al-ʿalawī [al-šinqīṭī, commentaire de fiqh : commentaire du poème Marāqī al-suʿūd li-mubtaġī al-raqiy wa-al-ṣuʿūd d'al-Šinqīṭī par lui-même (années 1800)
  - Naṣr al-bunūd ʿalā marāqī al-suʿūd, ʿabd Allāh Ibn Ibrahīm Ibn Al-imām Al-ʿalawī [al-šinqīṭī], traité sur les fondements du fiqh (années 1860)
  - Nayl al-ibtihāğ bi-taṭrīz al-Dībāğ, Aḥmad Bābā al-Tinbuktī, Abū al-ʿAbbās, notices biographiques de ʿulamāʾ mālikites
  - Nuzhat al-rāwīwa-buġyat al-ḥāwī (tome 1er), Al-muḫtār Ibn Aḥmad Ibn Abī Bakr Al-kuntī, Traité Tawḥīd : eschatologie, les prophètes, etc. (années 1850) (manuscrit arabe No 5365)
  - Nuzhat al-rāwīwa-buġyat al-ḥāwī (tome 1er), Al-muḫtār Ibn Aḥmad Ibn Abī Bakr Al-kuntī, Traité Tawḥīd : eschatologie, les prophètes, etc. (manuscrit arabe No 5367)
  - Recueil Aḥmad Bābā al-Tinbuktī, Abū al-ʿAbbās, et al. lettres, formules talismaniques
  - Taḏkirat al-nisyān fī aḫbār mulūk al-Sūdān traité d'histoire des rois du Soudan (années 1890)
  - Taʾriḫ al-Sūdān, ʿabd Al-raḥmān Ibn ʿabd Allāh Al-saʿdī, traité d'histoire des Songhay et de Tombouctou (manuscrit arabe No 6096)
  - Taʾriḫ al-Sūdān, ʿabd Al-raḥmān Ibn ʿabd Allāh Al-saʿdī, traité d'histoire des Songhay et de Tombouctou (manuscrit arabe No 5256)
  - Taʾriḫ al-Sūdān, ʿabd Al-raḥmān Ibn ʿabd Allāh Al-saʿdī, traité d'histoire des Songhay et de Tombouctou (manuscrit arabe No 5147)
  - Taʾrīḫ al-fattāš fī aḫbār al-buldān wa-al-ğuyūš wa-akābir al-nās, Ibn Al-muḫtār, traité d'histoire du Mali et des Songhay (années 1910)
- Tarikh el-Fettach ou Chronique du chercheur documents arabes relatifs à l'histoire du Soudan par Mahmoud Kâti ben El-Hadj El-Motaouakkel Kâti et lhun de ses petits-fils ; Traduction française accompagnée de notes, d'un index et d'une carte par O. Houdas et Maurice Delafosse, Paris, 1913.
- « Les manuscrits de Tombouctou », sur artsandculture.google.com